# Vorübergehende Verwahrung
Die Vorübergehende Verwahrung bezeichnet die Aufbewahrung von Nichtunionswaren (veraltet: Zollgut) nach den Richtlinien der Zollbehörde.
„Vorübergehende Verwahrung“ ist das vorübergehende Lagern von Nichtunionswaren unter zollamtlicher Überwachung in dem Zeitraum zwischen ihrer Gestellung und ihrer Überführung in ein Zollverfahren oder ihrer Wiederausfuhr. (Artikel 5 Nr. 17 Zollkodex der Union -UZK-)

## Erklärung
In die Vorübergehende Verwahrung kommen alle Waren die einer Summarischen Eingangsanmeldung (ESumA) unterliegen. Die Waren werden ausschließlich in sogenannten Verwahrungslagern aufbewahrt. In begründeten Fällen auch an von den Zollbehörden bezeichneten oder zugelassenen Orten (Artikel 147 UZK).
Alle Nichtunionswaren befinden sich vom Zeitpunkt ihrer Gestellung an in der vorübergehenden Verwahrung (Artikel 144 UZK).
Innerhalb einer Frist von 90 Tagen muss die Ware (unverändert und vollständig) in ein Zollverfahren überführt oder wiederausgeführt werden (Artikel 149 UZK).
Zollverfahren sind:
- Überlassung zum zollrechtlich freien Verkehr
- besondere Verfahren
- Ausfuhr

(Artikel 5 Nr. 16 UZK).
Bis 1. Mai 2016:
Zollrechtliche Bestimmungen sind:
- Überführung in ein Zollverfahren
- Verbringen in eine Freizone oder ein Zollfreilager
- Wiederausfuhr aus dem Zollgebiet der Gemeinschaft
- Vernichtung oder Zerstörung
- Aufgabe zugunsten der Staatskasse

Mit der Überführung in ein Zollverfahren (z. B. die Überlassung zum zollrechtlich freien Verkehr (bis zum 1. Mai 2016: Überführung in den zollrechtlich freien Verkehr) oder in das Verfahren der Lagerung (Zolllagerverfahren)) endet die vorübergehende Verwahrung.
Die 45- bzw. 20-Tage-Frist wird nur bei außergewöhnlichen Umständen und auf Antrag des Beteiligten verlängert. Kein Verlängerungsgrund sind hierbei Krankheitsfälle, Urlaub oder fehlende Unterlagen (z. B. Einfuhrgenehmigungen oder Ursprungszeugnisse).
Auch eine rückwirkende, das heißt, die nachträgliche Verlängerung einer bereits abgelaufenen Verwahrungsfrist, ist nicht zulässig.

## Beispieltext
Hier ein Beispieltext, den man unter den gestellten Waren finden kann:

„Die Waren sind auf Verlangen der Zollbehandlung an den Amtsplatz der Zollstelle oder an einen anderen von ihr bestimmten Ort zu bringen. Sie haben keinen Anspruch darauf, dass die Zollbehandlung am Orte der vorübergehenden Verwahrung der Ware vorgenommen wird. Sie dürfen die an den Waren angebrachten Nämlichkeitsmittel ohne Zustimmung der Zollstelle nicht entfernen. Sie schulden die Einfuhrabgaben, wenn eine Pflicht nicht erfüllt wird die sich aus der vorübergehenden Verwahrung der gestellten Waren ergibt. Das Gleiche gilt, wenn die Waren durch Dritte der zollamtlichen Überwachung entzogen oder unzulässig verändert werden. Sollten in der vorübergehenden Verwahrung lagerde Waren an einen anderen weitergegeben werden, so bedarf dies der Einwilligung der Zollstelle. Die Verpflichtung aus der vorübergehenden Verwahrung geben auf den anderen nur über, wenn der weiß, dass es sich um vorübergehend verwahrte Waren handelt. Die Ware können sichergestellt werden, wenn sie nicht rechtzeitig einer zollrechtlichen Bestimmung zugeführt werden. Die Person, die die gestellten Waren vorübergehenden Verwahrung lagert, ist auf die damit verbundenen Verpflichtungen und ggf. rechtlichen Folgen hingewiesen worden.“